# Campioni italiani assoluti di atletica leggera indoor - Salto in lungo maschile
Questa pagina raccoglie un elenco di tutti i campioni italiani dell'atletica leggera nel salto in lungo indoor, specialità introdotta ai campionati italiani assoluti di atletica leggera indoor a partire dalla prima edizione del 1970 e attualmente ancora parte del programma della manifestazione.

## Albo d'oro
| Anno | Atleta (società)                                                    | Prestazione |
| ---- | ------------------------------------------------------------------- | ----------- |
| 1970 | Elio Lazzarotti Gruppi Sportivi Fiamme Gialle                       | 7,51 m      |
| 1971 | Carlo Arrighi Centro Sportivo Carabinieri                           | 7,36 m      |
| 1972 | Alberto Albero CUS Pisa                                             | 7,52 m      |
| 1973 | Carlo Arrighi Centro Sportivo Carabinieri                           | 7,47 m      |
| 1974 | Maurizio Siega Tosi Tarvisio                                        | 7,59 m      |
| 1975 | Alberto Albero Centro Sportivo Carabinieri                          | 7,41 m      |
| 1976 | Alberto Albero Centro Sportivo Carabinieri                          | 7,84 m      |
| 1977 | Carlo Arrighi Atletica Rieti                                        | 7,62 m      |
| 1978 | Carlo Arrighi Fiat Rieti                                            | 7,64 m      |
| 1979 | Mario Lega SEF Virtus Bologna                                       | 7,59 m      |
| 1980 | Marco Piochi Gruppi Sportivi Fiamme Gialle                          | 7,65 m      |
| 1981 | Roberto Veglia Iveco Torino                                         | 7,55 m      |
| 1982 | Giovanni Evangelisti Gruppo Sportivo Fiamme Oro                     | 7,67 m      |
| 1983 | Renato Furlani Gruppo Sportivo Fiamme Oro                           | 7,54 m      |
| 1984 | Giovanni Evangelisti Pro Patria Pierrel Milano                      | 8,05 m      |
| 1985 | Mario Lega Pro Patria Freedent Milano                               | 7,56 m      |
| 1986 | Claudio Cherubini CUS Roma                                          | 7,69 m      |
| 1987 | Giovanni Evangelisti Pro Patria Freedent Milano                     | 7,84 m      |
| 1988 | Giuseppe Bertozzi Cremona Sportiva Atletica Arvedi                  | 7,82 m      |
| 1989 | Giuseppe Bertozzi Cremona Sportiva Atletica Arvedi                  | 7,45 m      |
| 1990 | Giuseppe Bertozzi Pro Patria Milano                                 | 7,82 m      |
| 1991 | Giancarlo Biscarini Gruppi Sportivi Fiamme Gialle                   | 7,49 m      |
| 1992 | Giovanni Evangelisti Assindustria Sport Padova                      | 7,92 m      |
| 1993 | Fausto Frigerio Gruppo Sportivo Forestale                           | 7,62 m      |
| 1994 | Giovanni Evangelisti Libertas Siena                                 | 7,86 m      |
| 1995 | Roberto Coltri Gruppo Sportivo Fiamme Oro                           | 7,72 m      |
| 1996 | Milko Campus Gruppo Sportivo Fiamme Azzurre                         | 7,88 m      |
| 1997 | Simone Bianchi Centro Sportivo Carabinieri                          | 7,97 m      |
| 1998 | Nicola Trentin Gruppo Sportivo Fiamme Azzurre                       | 7,84 m      |
| 1999 | Fabrizio Donato Gruppi Sportivi Fiamme Gialle                       | 7,60 m      |
| 2000 | Marco Tremigliozzi Libertas Polisportiva Amatori Atletica Benevento | 7,75 m      |
| 2001 | Alessio Rimoldi Centro Sportivo Carabinieri                         | 7,89 m      |
| 2002 | Diego Boschiero Gruppi Sportivi Fiamme Gialle                       | 7,62 m      |
| 2003 | Nicola Trentin Gruppo Sportivo Fiamme Azzurre                       | 7,71 m      |
| 2004 | Nicola Trentin Gruppo Sportivo Fiamme Azzurre                       | 7,96 m      |
| 2005 | Milko Campus Società Ginnastica Amsicora                            | 7,70 m      |
| 2006 | Andrew Howe Centro Sportivo Aeronautica Militare                    | 8,10 m      |
| 2007 | Andrew Howe Centro Sportivo Aeronautica Militare                    | 8,15 m      |
| 2008 | Ferdinando Iucolano Centro Sportivo Aeronautica Militare            | 7,83 m      |
| 2009 | Stefano Tremigliozzi Centro Sportivo Aeronautica Militare           | 7,86 m      |
| 2010 | Stefano Tremigliozzi Centro Sportivo Aeronautica Militare           | 7,65 m      |
| 2011 | Fabrizio Donato Gruppi Sportivi Fiamme Gialle                       | 8,03 m      |
| 2012 | Fabrizio Donato Gruppi Sportivi Fiamme Gialle                       | 7,95 m      |
| 2013 | Stefano Tremigliozzi Centro Sportivo Aeronautica Militare           | 7,95 m      |
| 2014 | Stefano Tremigliozzi Centro Sportivo Aeronautica Militare           | 8,06 m      |
| 2015 | Emanuele Catania Gruppi Sportivi Fiamme Gialle                      | 7,72 m      |
| 2016 | Stefano Tremigliozzi Centro Sportivo Aeronautica Militare           | 7,84 m      |
| 2017 | Marcell Jacobs Gruppo Sportivo Fiamme Oro                           | 8,06 m      |
| 2018 | Antonino Trio CUS Palermo                                           | 7,88 m      |
| 2019 | Kevin Ojiaku Gruppi Sportivi Fiamme Gialle                          | 7,87 m      |
| 2020 | Gabriele Chilà Gruppi Sportivi Fiamme Gialle                        | 8,00 m      |
| 2021 | Antonino Trio Athletic Club 96 Alperia                              | 7,94 m      |
| 2022 | Filippo Randazzo Gruppi Sportivi Fiamme Gialle                      | 8,00 m      |
| 2023 | Filippo Randazzo Gruppi Sportivi Fiamme Gialle                      | 7,68 m      |